# Rytmihäiriö
Rytmihäiriö (deutsch „Arrhythmie“) ist eine finnische Band aus Helsinki. Ihr Musikstil, den die Mitglieder selbst als „Surmacore“ bezeichnen, ist eine Mischung aus Hardcore und Thrash Metal, wobei älteres Material punk-lastig ist, neueres mehr in Richtung Metal geht. Die Texte sind in finnischer Sprache und beschäftigen sich mit Morden, die unter dem Einfluss von Alkohol, meist den bei Obdachlosen beliebten Fusel Gambina, begangen wurden.

## Bandgeschichte

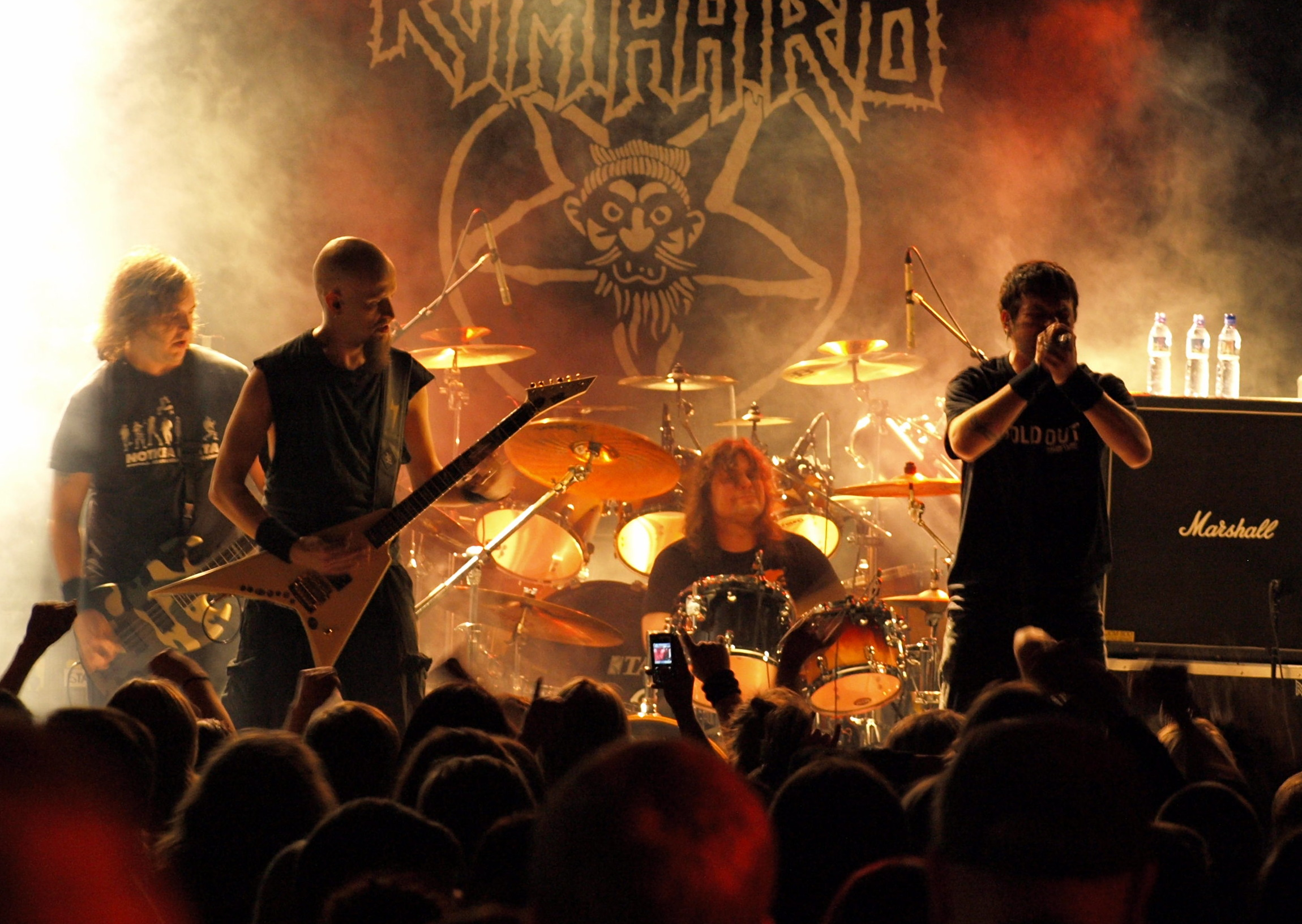
Rytmihäiriö im Nosturi (2008)

Rytmihäiriö wurde im Herbst 1988 von den Freunden Kalle Ellilä, Ande Kiiski und Otto Luotonen gegründet. Gitarrist Karis wurde durch eine Zeitungsanzeige requiriert. Als Riku Pääkkönen 1990 das Label Spinefarm Records gründete, war Rytmihäiriö die erste Band, die unter Vertrag genommen wurde. 1991 erschien das erste Album Surman siipien havinaa. Nach diversen Line-Up-Änderungen löste sich die Band 1992 auf.
1998 fanden sich Ande, Otto und der zum Zeitpunkt der Auflösung aktive Sänger Pate wieder zusammen und ließen Rytmihäiriö wieder auferstehen. Ergänzt wurde das Line-Up durch Janne Perttilä (Live-Mitglied bei Moonsorrow) an der Gitarre. 2002 verließ Pate die Band und wurde durch Unto Helo ersetzt, der in Finnland auch als Schauspieler bekannt ist.
In den folgenden Jahren veröffentlichte die Band bei kleineren Vertrieben unter anderem ein zweites Album mit Titel Saatana on Herra und eine Split-CD mit Chaosbreed. Der Durchbruch erfolgte allerdings erst 2006, als Rytmihäiriö bei dem Label Sakara Records, das 2003 von den Mitgliedern der Band Mokoma gegründet worden war, unterschrieb. Das noch im selben Jahr veröffentlichte Album Seitsemän Surman Siunausliitto stieg auf Platz 36 der finnischen Album-Charts ein. Im November 2006 tourte die Band gemeinsam mit Mokoma und Stam1na durch Finnland. Dabei wurde im Nosturi in Helsinki, im Teatria in Oulu und im Rytmikorjaamo in Seinäjoki eine DVD aufgenommen, die im Mai 2007 erschien. Die daraus ausgekoppelten sieben Singles hielten sich alle in der zehnten Woche des Frühjahrs 2007 in den finnischen Singlecharts auf.
Am 27. Februar 2008 erschien das vierte Album Sarvet, Sorkat, Salatieteet, das auf Platz 10 in die finnischen Albumcharts einstieg. Im Februar 2010 begannen die Aufnahmearbeiten zum fünften Album Surmantuoja, das am 12. Mai 2010 erschien.

## Diskografie

### Alben
- 1991: Surman siipien havinaa (LP, Spinefarm Records)
- 2005: Saatana on Herra (If Society/Thrash and Burn/Rönötönttö)
- 2006: Seitsemän Surman Siunausliitto (Sakara Records)
- 2008: Sarvet, Sorkat, Salatieteet (Sakara Records)
- 2010: Surmantuoja (Sakara Records)
- 2013: Todellisuuden mestari (Sakara Records)
- 2018: Gambinapsykoosi (Sakara Records)
- 2023: Surmacore (Sakara Records)

### EPs
- 1990: Surmatyö (Surmatyö Records)
- 1990: Ihmisiä Kuolee! (Spinefarm Records)
- 2003: Surmaa Kännissä (Hukkalevyt)

### Sonstiges
- 1992: The End of Evolution… …is Round the Corner (Split-LP mit Amen, Spinefarm Records)
- 2003: Surman Vuodet - The Homicide Years (Best-Of, Mörri Records)
- 2004: Rytmihäiriö / Chaosbreed (Split mit Chaosbreed, Homorock Records)

### Videoalben
- 2007: Sakara Tour 2006 (Sakara Records)